# Sorelle (Isto)
Le Sorelle (in croato Sestrice) sono uno scoglio e un isolotto disabitati della Croazia situati a sudovest dell'isola di Isto.
Amministrativamente appartengono alla città di Zara, nella regione zaratina.

## Geografia
Le Sorelle si trovano a sud dell'ingresso meridionale della bocca di Scarda (Škardska vrata), 1,35 km a sudovest dell'isola di Isto e 1,75 km a sud di Scarda. Nel punto più ravvicinato, punta Darchio (Artić) nel comune di Brevilacqua, dista dalla terraferma 30,3 km.
L'isolotto, Sestrica vela, è di forma ovale e orientato in direzione nordest-sudovest. Misura 135 m di lunghezza, 100 m di larghezza massima, ha una superficie di 0,0133 km² e uno sviluppo costiero di 425 m. Raggiunge un'elevazione massima di 9,1 m s.l.m. (44°15′25.5″N 14°43′52″E)
Lo scoglio, Sestrica mala, è anch'esso di forma ovale ma orientato in direzione ovest-est. Misura 90 m di lunghezza, 75 m di larghezza massima, ha una superficie di 7165 m² e uno sviluppo costiero di 308 m. La sua altezza massima è di 8 m s.l.m. (44°15′30″N 14°43′45.5″E)

### Isole adiacenti
- Vodegna (Vodenjak), isolotto a forma di otto situato 360 m a nord delle Sorelle.
- Dossaz (Dužac), isolotto situato 520 m a sudest delle Sorelle.
- Scoglio Funestrara[16][17] (hrid Funestrala), piccolo scoglio irregolare situato 575 m a est di Dossaz e 1,12 km a sudest delle Sorelle. È lungo 50 m[18] e largo 30 m[19]. Ha una superficie di 554 m²[3]. 44°15′08.2″N 14°44′39.5″E

### Cartografia
- (HR) Mappa topografica della Croazia 1:25000, su preglednik.arkod.hr.